# Kilmieź (Udmurcja)
Kilmieź (ros. Кильмезь) – wieś (sieło) w Rosji, w Udmurcji, w rejonie siumsińskim. W 2010 liczyła 2585 mieszkańców.